# Feliciano López
Feliciano López Díaz-Guerra (* 20. září 1981 Toledo) je bývalý španělský profesionální tenista hrající levou rukou. Na okruhu ATP Tour vyhrál sedm singlových a šest deblových turnajů. Na challengerech ATP a okruhu ITF získal čtyři tituly ve dvouhře a jeden ve čtyřhře. Řadil se k menšině tenistů, kteří dlouhodobě praktikovali systém servis–volej.
Na žebříčku ATP byl nejvýše ve dvouhře klasifikován v březnu 2015 na 12. místě a ve čtyřhře pak v listopadu 2016 na 9. místě. Trénoval ho bývalý španělský tenista Jose Clavet. Na juniorském kombinovaném žebříčku ITF byl nejvýše hodnocen v prosinci 1998 na 46. místě.
Jako jeden z mála Španělů preferoval travnatý povrch. V roce 2005 se stal prvním španělským tenistou od roku 1972, který postoupil do čtvrtfinále Wimbledonu. Tento výkon zopakoval v letech 2008 a 2011. V roce 2009 odehrál do té doby nejdelší zápas na Australian Open, když podlehl v pěti setech Lucemburčanu Gillesi Müllerovi výsledkem 3–6, 6–7, 6–4, 6–4 a 14–16. S krajanem Marcem Lópezem vyhráli deblovou trofej na French Open 2016 a jako poražení finalisté skončili na US Open 2017.
Na Australian Open 2022 završil mužský historický rekord 79 účastí v grandslamových dvouhrách bez přerušení, když v hlavních soutěžích nechyběl od French Open 2002. Ve Wimbledonu 2022 se pak stal prvním tenistou bez ohledu na pohlaví, který minimálně dvacetkrát zasáhl do dvouhry každého ze čtyř grandslamů. V Londýně odehrál poslední kariérní major, jímž vyrovnal Federerův mužský rekord 81 účasti na grandslamu.
Ve španělském daviscupovém týmu debutoval jako 22letý v roce 2003 finálovým utkáním světové skupiny proti Austrálii, když ve čtyřhře po boku Àlexe Corretja podlehl ve třech setech dvojici Wayne Arthurs a Todd Woodbridge. Španělsko ve finálové sérii prohrálo 1:3 na zápasy. V letech 2004, 2008, 2009, 2011 a 2019 se stal členem vítězného týmu Španělů. Naposledy zasáhl do finálového turnaje v roce 2021. V soutěži nastoupil k třiceti jedna mezistátním utkáním s bilancí 8–9 ve dvouhře a 11–14 ve čtyřhře.
Dvacetišetiletou profesionální kariéru ukončil na červnovém Mallorca Championships 2023 ve věku 41 let.

## Osobní život
Tenis začal hrát v pěti letech, kdy jej k němu přivedl otec a tenisový trenér Feliciano López. Matka Belen Lópezová je zdravotní sestra. Má mladšího bratra Victora, který hrál tenis před nástupem na vysokou školu.
Jako junior dosáhl v 16 letech na finále floridského Orange Bowl. Za preferovaný úder uvedl servis a za povrch tvrdý podklad. V červenci 2003 dokázal ovládnout španělském tenisové mistrovství, když ve finále porazil juniora Rafaela Nadala. V únoru 2008 si zahrál sám sebe ve španělské komediální mýdlové opeře Los Serrano. Dne 17. července 2015 se v rodném Toledu oženil s Albou Carrillovou. Mezi svatebními hosty byli tenisté David Ferrer, Fernando Verdasco, Marcel Granollers, Àlex Corretja a Albert Costa.

## Finále na Grand Slamu

### Mužská čtyřhra: 2 (1–1)
| Stav      | rok  | turnaj      | povrch | spoluhráč  | soupeři ve finále             | výsledek           |
| --------- | ---- | ----------- | ------ | ---------- | ----------------------------- | ------------------ |
| Vítěz     | 2016 | French Open | antuka | Marc López | Bob Bryan Mike Bryan          | 6–4, 6–7(6–8), 6–3 |
| Finalista | 2017 | US Open     | tvrdý  | Marc López | Jean-Julien Rojer Horia Tecău | 4–6, 3–6           |

## Zápasy o olympijské medaile

### Mužská čtyřhra: 1 (4. místo)
| Stav     | č. | datum         | turnaj                     | povrch | spoluhráč    | soupeři v zápase o medaili       | výsledek      |
| -------- | -- | ------------- | -------------------------- | ------ | ------------ | -------------------------------- | ------------- |
| 4. místo | 1. | 4. srpna 2012 | Londýn, Spojené království | tráva  | David Ferrer | Julien Benneteau Richard Gasquet | 6–7(4–7), 2–6 |

## Finále na okruhu ATP Tour
| Legenda                                                     |
| ----------------------------------------------------------- |
| D – dvouhra; Č – čtyřhra                                    |
| Grand Slam (1–1 Č)                                          |
| Turnaj mistrů (0)                                           |
| ATP Masters Series / ATP Tour Masters 1000 (0–0 D; 0–2 Č)   |
| ATP International Series Gold / ATP Tour 500 (3–3 D; 3–5 Č) |
| ATP International Series / ATP Tour 250 (4–8 D; 2–3 Č)      |

| Tituly dle povrchu    |
| --------------------- |
| tvrdý (2–6 D; 3–6 Č)  |
| antuka (1–3 D; 2–5 Č) |
| tráva (4–2 D; 1–0 Č)  |
| koberec (0–0)         |

### Dvouhra: 18 (7–11)
| Stav      | č.  | datum             | turnaj                                       | povrch    | soupeř ve finále       | výsledek                      |
| --------- | --- | ----------------- | -------------------------------------------- | --------- | ---------------------- | ----------------------------- |
| Finalista | 1.  | 1. března 2004    | Dubaj, Spojené arabské emiráty               | tvrdý     | Roger Federer          | 6–4, 1–6, 2–6                 |
| Vítěz     | 1.  | 11. října 2004    | Vídeň, Rakousko                              | tvrdý (h) | Guillermo Cañas        | 6–4, 1–6, 7–5, 3–6, 7–5       |
| Finalista | 2.  | 21. srpna 2005    | New Haven, Spojené státy                     | tvrdý     | James Blake            | 6–3, 5–7, 1–6                 |
| Finalista | 3.  | 10. července 2006 | Gstaad, Švýcarsko                            | antuka    | Richard Gasquet        | 6–7(4–7), 7–6(7–3), 3–6, 3–6  |
| Finalista | 4.  | 3. března 2008    | Dubaj, Spojené arabské emiráty               | tvrdý     | Andy Roddick           | 7–6(10–8), 4–6, 2–6           |
| Vítěz     | 2.  | 6. února 2010     | Johannesburg, Jižní Afrika                   | tvrdý     | Stéphane Robert        | 7–5, 6–1                      |
| Finalista | 5.  | 25. dubna 2011    | Bělehrad, Srbsko                             | antuka    | Novak Djoković         | 6–7(4–7), 2–6                 |
| Finalista | 6.  | 24. února 2013    | Memphis, Spojené státy                       | tvrdý (h) | Kei Nišikori           | 2–6, 3–6                      |
| Vítěz     | 3.  | 22. června 2013   | Eastbourne, Spojené království               | tráva     | Gilles Simon           | 7–6(7–2), 6–7(5–7), 6–0       |
| Finalista | 7.  | 15. června 2014   | Londýn, Queen's Club, Spojené království     | tráva     | Grigor Dimitrov        | 7–6(10–8), 6–7(1–7), 6–7(6–8) |
| Vítěz     | 4.  | 21. června 2014   | Eastbourne, Spojené království (2)           | tráva     | Richard Gasquet        | 6–3, 6–7(5–7), 7–5            |
| Finalista | 8.  | 8. února 2015     | Quito, Ekvádor                               | antuka    | Víctor Estrella Burgos | 2–6, 7–6(7–5), 6–7(5–7)       |
| Finalista | 9.  | 4. října 2015     | Kuala Lumpur, Malajsie                       | tvrdý (h) | David Ferrer           | 5–7, 5–7                      |
| Vítěz     | 5.  | 24. července 2016 | Gstaad, Švýcarsko                            | antuka    | Robin Haase            | 6–4, 7–5                      |
| Finalista | 10. | 13. srpna 2016    | Los Cabos, Mexiko                            | tvrdý     | Ivo Karlović           | 6–7(5–7), 2–6                 |
| Finalista | 11. | 18. června 2017   | Stuttgart, Německo                           | tráva     | Lucas Pouille          | 6–4, 6–7(5–7), 4–6            |
| Vítěz     | 6.  | 25. června 2017   | Queen's Club, Londýn, Spojené království     | tráva     | Marin Čilić            | 4–6, 7–6(7–2), 7–6(10–8)      |
| Vítěz     | 7.  | 23. června 2019   | Queen's Club, Londýn, Spojené království (2) | tráva     | Gilles Simon           | 6–2, 6–7(4–7), 7–6(7–2)       |

### Čtyřhra: 17 (6–11)
| Stav      | č.  | datum             | turnaj                                   | povrch    | spoluhráč          | soupeři ve finále                 | výsledek              |
| --------- | --- | ----------------- | ---------------------------------------- | --------- | ------------------ | --------------------------------- | --------------------- |
| Finalista | 1.  | 7. května 2001    | Palma de Mallorca, Španělsko             | antuka    | Francisco Roig     | Donald Johnson Jared Palmer       | 5–7, 3–6              |
| Finalista | 2.  | 19. dubna 2004    | Valencia, Španělsko                      | antuka    | Marc López         | Gastón Etlis Martín Rodríguez     | 5–7, 6–7(5-7)         |
| Vítěz     | 1.  | 1. listopadu 2004 | Stockholm, Švédsko                       | tvrdý (h) | Fernando Verdasco  | Wayne Arthurs Paul Hanley         | 6–4, 6–4              |
| Finalista | 3.  | 18. dubna 2005    | Barcelona, Španělsko                     | antuka    | Rafael Nadal       | Leander Paes Nenad Zimonjić       | 3–6, 3–6              |
| Finalista | 4.  | 26. února 2011    | Dubaj, Spojené arabské emiráty           | tvrdý     | Jérémy Chardy      | Serhij Stachovskyj Michail Južnyj | 6–4, 3–6, [3–10]      |
| Finalista | 5.  | 2. března 2014    | Acapulco, Mexiko                         | tvrdý     | Max Mirnyj         | Kevin Anderson Matthew Ebden      | 3–6, 3–6              |
| Finalista | 6.  | 18. května 2014   | Řím, Itálie                              | tvrdý     | Robin Haase        | Daniel Nestor Nenad Zimonjić      | 4–6, 6–7(2–7)         |
| Finalista | 7.  | 1. listopadu 2015 | Valencie, Španělsko                      | tvrdý (h) | Max Mirnyj         | Eric Butorac Scott Lipsky         | 6–7(4–7), 3–6         |
| Vítěz     | 2.  | 8. ledna 2016     | Dauhá, Katar                             | tvrdý     | Marc López         | Philipp Petzschner Alexander Peya | 6–4, 6–3              |
| Finalista | 8.  | 27. února 2016    | Dubaj, Spojené arabské emiráty           | tvrdý     | Marc López         | Simone Bolelli Andreas Seppi      | 2–6, 6–3, [12–14]     |
| Vítěz     | 3.  | 4. června 2016    | French Open, Paříž, Francie              | antuka    | Marc López         | Bob Bryan Mike Bryan              | 6–4, 6–7(6–8), 6–3    |
| Finalista | 9.  | 4. března 2017    | Acapulco, Mexiko                         | tvrdý     | John Isner         | Jamie Murray Bruno Soares         | 3–6, 3–6              |
| Finalista | 10. | 21. dubna 2017    | Monte Carlo, Monako                      | antuka    | Marc López         | Rohan Bopanna Pablo Cuevas        | 3–6, 6–3, [4–10]      |
| Finalista | 11. | 8. září 2017      | US Open, New York, Spojené státy         | tvrdý     | Marc López         | Jean-Julien Rojer Horia Tecău     | 4–6, 3–6              |
| Vítěz     | 4.  | 19. dubna 2018    | Barcelona, Španělsko                     | antuka    | Marc López         | Ajsám Kúreší Jean-Julien Rojer    | 7–6(7–5), 6–4         |
| Vítěz     | 5.  | 23. června 2019   | Queen's Club, Londýn, Spojené království | tráva     | Andy Murray        | Rajeev Ram Joe Salisbury          | 7–6(8–6), 5–7, [10–5] |
| Vítěz     | 6.  | 26. února 2022    | Acapulco, Mexiko                         | tvrdý     | Stefanos Tsitsipas | Marcelo Arévalo Jean-Julien Rojer | 7–5, 6–4              |

## Chronologie výsledků na Grand Slamu

### Dvouhra
| Turnaj          | 2000 | 2001    | 2002    | 2003    | 2004    | 2005    | 2006    | 2007    | 2008    | 2009    | 2010    | 2011    | 2012    | 2013    | 2014    | 2015    | 2016    | 2017    | 2018    | 2019    | 2020    | 2021    | 2022    | 2023 | SR     | V–P   | % výher |
| --------------- | ---- | ------- | ------- | ------- | ------- | ------- | ------- | ------- | ------- | ------- | ------- | ------- | ------- | ------- | ------- | ------- | ------- | ------- | ------- | ------- | ------- | ------- | ------- | ---- | ------ | ----- | ------- |
| Australian Open | A    | A       | A       | 3. kolo | 1. kolo | 3. kolo | 3. kolo | 2. kolo | 2. kolo | 1. kolo | 3. kolo | 2. kolo | 4. kolo | 2. kolo | 3. kolo | 4. kolo | 3. kolo | 1. kolo | 1. kolo | 1. kolo | 1. kolo | 3. kolo | 1. kolo | A    | 0 / 20 | 24–20 | 55 %    |
| French Open     | A    | 1. kolo | 2. kolo | 1. kolo | 4. kolo | 1. kolo | 1. kolo | 1. kolo | 1. kolo | 2. kolo | 1. kolo | 1. kolo | 1. kolo | 3. kolo | 2. kolo | 1. kolo | 3. kolo | 3. kolo | 1. kolo | 1. kolo | 1. kolo | 1. kolo | Q1      | A    | 0 / 21 | 12–21 | 36 %    |
| Wimbledon       | Q2   | A       | 4. kolo | 4. kolo | 3. kolo | ČF      | 1. kolo | 3. kolo | ČF      | 1. kolo | 3. kolo | ČF      | 1. kolo | 3. kolo | 4. kolo | 2. kolo | 3. kolo | 1. kolo | 2. kolo | 2. kolo | NH      | 1. kolo | 1. kolo | A    | 0 / 20 | 34–20 | 63 %    |
| US Open         | A    | A       | 2. kolo | 1. kolo | 3. kolo | 2. kolo | 2. kolo | 4. kolo | 1. kolo | 1. kolo | 4. kolo | 3. kolo | 3. kolo | 3. kolo | 3. kolo | ČF      | 2. kolo | 3. kolo | 1. kolo | 3. kolo | 1. kolo | 1. kolo | A       | A    | 0 / 20 | 28–20 | 58 %    |
| výhry–prohry    | 0–0  | 0–1     | 5–3     | 5–4     | 7–4     | 7–4     | 3–4     | 6–4     | 5–4     | 1–4     | 7–4     | 7–4     | 5–4     | 7–4     | 8–4     | 8–4     | 7–4     | 4–4     | 1–4     | 3–4     | 0–3     | 2–4     | 0–2     | 0–0  | 0 / 81 | 98–81 | 55 %    |

### Čtyřhra
| Turnaj          | 2003    | 2004    | 2005    | 2006    | 2007    | 2008    | 2009    | 2010    | 2011    | 2012 | 2013    | 2014    | 2015    | 2016    | 2017    | 2018    | 2019    | 2020    | 2021    | 2022    | 2023 | SR     | V–P   | % výher |
| --------------- | ------- | ------- | ------- | ------- | ------- | ------- | ------- | ------- | ------- | ---- | ------- | ------- | ------- | ------- | ------- | ------- | ------- | ------- | ------- | ------- | ---- | ------ | ----- | ------- |
| Australian Open | 1. kolo | 2. kolo | 1. kolo | 2. kolo | A       | 3. kolo | ČF      | 2. kolo | 2. kolo | A    | 1. kolo | 1. kolo | ČF      | 2. kolo | 3. kolo | 2. kolo | 1. kolo | 1. kolo | A       | A       | A    | 0 / 16 | 15–16 | 50 %    |
| French Open     | 3. kolo | 1. kolo | 1. kolo | 1. kolo | 2. kolo | A       | 1. kolo | A       | 2. kolo | A    | 3. kolo | 3. kolo | 2. kolo | Vítěz   | 1. kolo | SF      | 2. kolo | 3. kolo | A       | 3. kolo | A    | 1 / 16 | 24–14 | 63 %    |
| Wimbledon       | 1. kolo | 2. kolo | 2. kolo | A       | A       | 3. kolo | A       | A       | A       | A    | A       | 2. kolo | A       | A       | 1. kolo | A       | 2. kolo | NH      | 1. kolo | 1. kolo | A    | 0 / 9  | 6–7   | 55 %    |
| US Open         | 3. kolo | ČF      | 3. kolo | 1. kolo | 2. kolo | ČF      | A       | 1. kolo | A       | A    | 2. kolo | 1. kolo | 1. kolo | SF      | F       | 2. kolo | 2. kolo | A       | A       | 2. kolo | A    | 0 / 15 | 23–15 | 61 %    |
| výhry–prohry    | 3–4     | 5–4     | 3–3     | 1–3     | 2–2     | 6–2     | 3–2     | 1–2     | 2–1     | 0–0  | 3–3     | 3–4     | 4–3     | 11–2    | 7–4     | 6–3     | 3–4     | 2–2     | 0–1     | 3–3     | 0–0  | 1 / 56 | 68–52 | 57 %    |

| Legenda | Legenda                                   | Legenda | Legenda                     |
| ------- | ----------------------------------------- | ------- | --------------------------- |
| SR      | poměr vyhraných turnajů ku všem odehraným | W–L V–P | výhry–prohry                |
| NH      | daný rok se turnaj nekonal                | A       | turnaje se hráč nezúčastnil |
| 1Q / LQ | prohra v (kole) kvalifikace               | 1k / 1R | prohra v daném kole turnaje |
| QF / ČF | prohra ve čtvrtfinále                     | SF      | prohra v semifinále         |
| F       | prohra ve finále                          | Vítěz   | vítězství v turnaji         |

## Postavení na konečném žebříčku ATP

### Dvouhra
| Rok    | 1996  | 1997   | 1998   | 1999   | 2000   | 2001   | 2002  | 2003  | 2004  | 2005  | 2006  | 2007  | 2008  | 2009  | 2010  | 2011  | 2012  | 2013  | 2014  | 2015  | 2016  | 2017  | 2018  | 2019  | 2020  | 2021   | 2022   |
| Pořadí | 1294. | ▲ 559. | ▲ 548. | ▲ 278. | ▲ 269. | ▲ 159. | ▲ 62. | ▲ 28. | ▲ 25. | ▼ 34. | ▼ 81. | ▲ 35. | ▲ 31. | ▼ 47. | ▲ 32. | ▲ 20. | ▼ 40. | ▲ 28. | ▲ 14. | ▼ 17. | ▼ 28. | ▼ 36. | ▼ 64. | ▲ 62. | ▼ 64. | ▼ 106. | ▼ 830. |

### Čtyřhra
| Rok    | 1997 | 1998   | 1999   | 2000   | 2001   | 2002   | 2003  | 2004  | 2005  | 2006   | 2007   | 2008  | 2009  | 2010   | 2011   | 2012   | 2013   | 2014  | 2015  | 2016  | 2017  | 2018  | 2019  | 2020  | 2021   | 2022  |
| Pořadí | 585. | ▲ 562. | ▲ 490. | ▲ 404. | ▲ 178. | ▼ 335. | ▲ 90. | ▲ 40. | ▼ 65. | ▼ 130. | ▼ 201. | ▲ 42. | ▼ 78. | ▼ 101. | ▼ 132. | ▼ 180. | ▲ 132. | ▲ 52. | ▲ 35. | ▲ 11. | ▼ 24. | ▼ 32. | ▼ 55. | ▼ 64. | ▼ 125. | ▲ 72. |